# Verbena carnea
Verbena carnea är en verbenaväxtart som beskrevs av Friedrich Casimir Medicus. Verbena carnea ingår i släktet verbenor, och familjen verbenaväxter. Inga underarter finns listade i Catalogue of Life.